# Karol Kotłowski

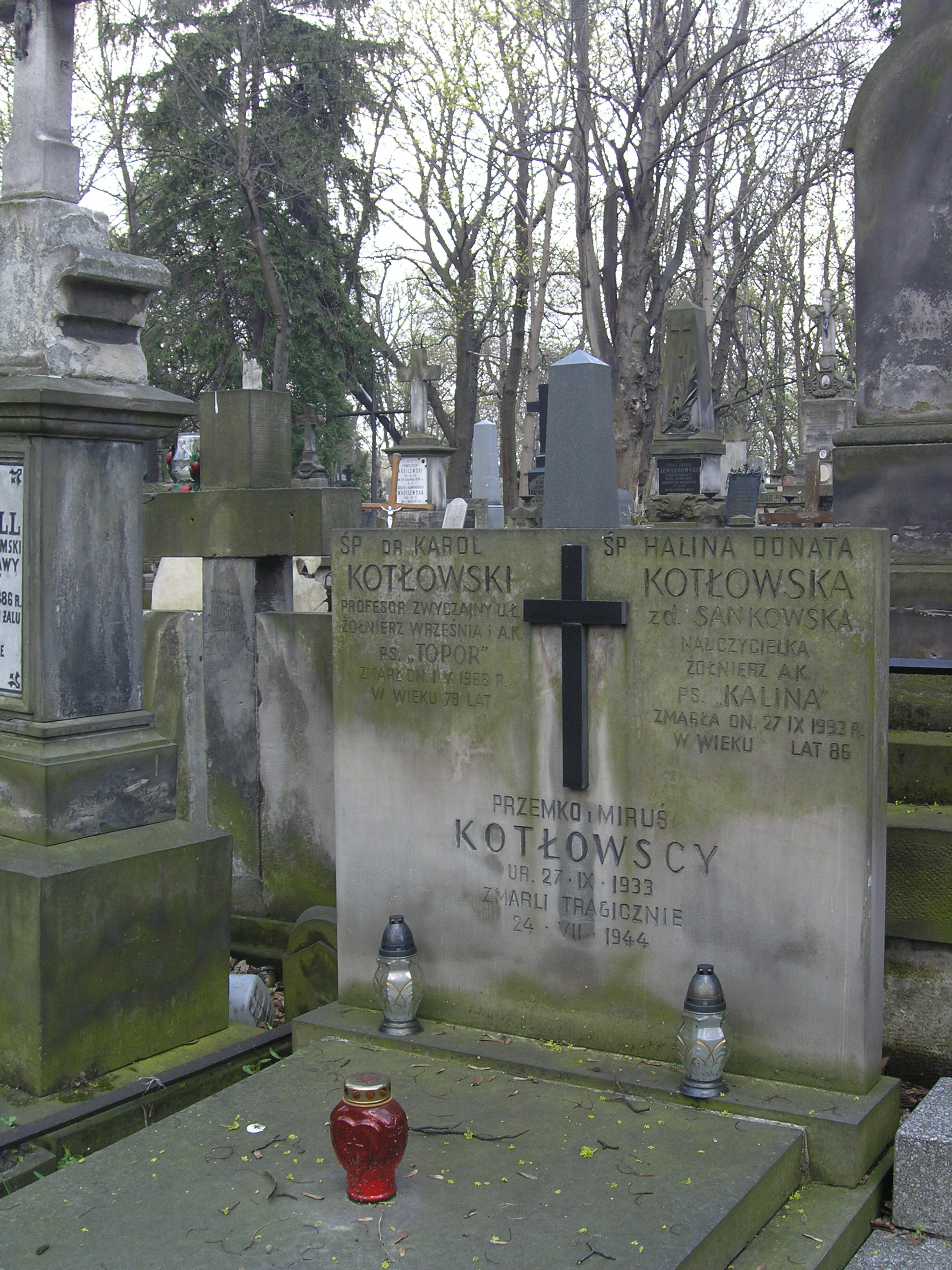
Grób Karola Kotłowskiego na Starych Powązkach w Warszawie (kwiecień 2012)

Karol Kotłowski pseudonim Topór (ur. 1910 w Tykocinie, zm. 1 maja 1988 w Łodzi) – nauczyciel, żołnierz AK, pedagog, teoretyk wychowania, filozof wychowania, uczeń Sergiusza Hessena, profesor Uniwersytetu Łódzkiego, twórca pedagogiki filozoficzno-normatywnej w latach 1970-1972 dziekan Wydziału Filozoficznego UŁ, W LATACH 1970-1975 kierownik Instytutu Pedagogiki i Psychologii Uniwersytetu Łódzkiego. Autor "Filozofia wartości a zagadnienia pedagogiki". Pochowany na cmentarzu Powązkowskim (kwatera 71-4-24).